# 維索克 (佩爾沃邁西基區)
49°24′38″N 36°11′56″E / 49.41056°N 36.19889°E
維索克（烏克蘭語：Високе）是位於烏克蘭東部的村莊，由哈爾科夫州洛佐瓦區的五一城市鎮負責管轄。該村始建於1930年，面積0.36平方公里，海拔高度178米，2001年人口172，人口密度每平方公里477.8人。